# Humanitas (loża wolnomularska)
Humanitas – dawna loża wolnomularska Niemców wyznania mojżeszowego, której siedziba mieściła się w Gliwicach (Gleiwitz).
Nosiła numer rzymski: VIII oraz numer loży: 351.